# Cosmosoma chiriquensis
Cosmosoma chiriquensis là một loài bướm đêm thuộc phân họ Arctiinae, họ Erebidae.